# 胶东半岛
胶东半岛，简称胶东，古为东夷地区。狭义指中國山东省境内胶莱河以东地区，包括烟台、威海全部和青岛的东部，是山东半岛的主要部分，北面与辽东半岛隔渤海湾相望。
而泛胶东地理文明圈包括：烟台、威海、青岛、日照、潍坊全部、沂水、沂源及莒南大部。
远古时代，大连位于海底。大约于7万年前，海平面下降50多米，大连、朝鲜半岛、山东半岛露出海面，形成新大陆“胶辽古陆”。大约于3万年前，海平面再次下降140多米，日本列岛同胶辽古陆相连。

## 历史
胶东地区古为东夷，胶东地区的先民把鸟类和太阳视为其氏族的图腾而加以顶礼膜拜，这在长岛北庄遗址出土的陶器及其纹饰等发现均有体现。
蚩尤战败，东夷遗民在亡国后，经过今天辽东半岛和山东半岛中间的路桥迁移至辽宁和朝鲜半岛，建立箕子朝鲜高句丽百济。留下来的东夷人叫莱夷后被齐国征服，在齊桓公治理區域下，堪稱春秋五霸之首。
金元时期，山东大部分地区历经战乱，以致人口骤减，且经济文化遭到严重破坏。当时，唯有胶东地区损失较小，保留了东夷的人种和文化。在明朝初年一部分登州府和莱州府的居民迁移至山东西部。
清朝末年至民国时期山东掀起了巨大的闯关东热潮，胶东地区方便走海路去关东（因毗鄰遼東半島），有大量人民移民东北，对东北的人口构成和地域文化造成了重大影响。

## 经济

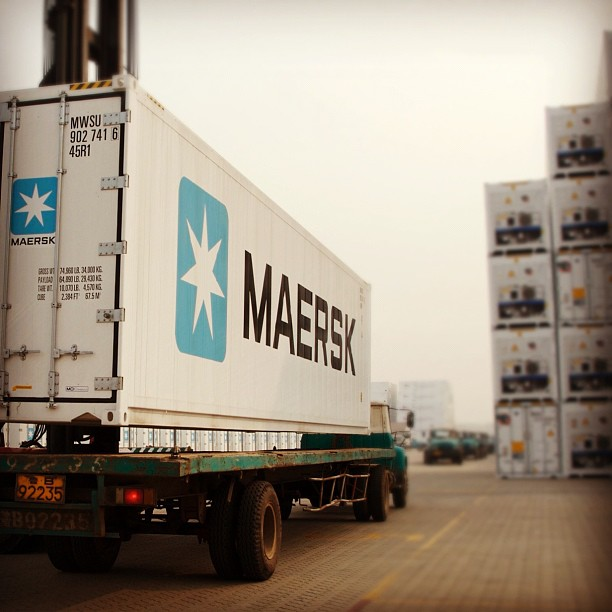
膠東地區發達的海運事業

对于以黃河、長江為中心的人而言，胶东地区乃是天之尽头，经济长期落后于中原；然而正因為其偏隅一方，造就其在西元前八世紀春秋時代，齊桓公治下，管仲變法時期的強盛，更被現代經濟學家吳曉波稱之為中國史上第一場經濟變革。因此在經濟理念和大胆創新方面，都可算是中西历史上的先驅，吳曉波甚至把這個經濟改革定位為"觀念的優先往往比資源的優先更為重要"。然而正因為其地處海濱，胶东半岛的漁業和煮鹽業，在春秋時代已具備與其他諸侯國出口的貿易規模。清朝后期，煙台（芝罘）、青島、威海衛等地的近代文明開化地區，源源不断的向膠東其他地區及山東內陸輸出文明秩序。民國以來，膠東半島更成為中國東北的海運重地，以其沿海港口众多，有利对外贸易，经济发展率领先山東其他地區。近年来，更通过对韩國、日本的密切贸易，及利用僑資发展鄉鎮企业，人民生活有较大提高。

## 语言
胶东地区使用的方言为胶辽官话登连片（以烟台话、威海话为代表），与山东其他地区方言有较大差别，而与辽东半岛的大连及丹東方言相近。正因如此，胶东地区（尤其是烟台威海兩地）民众相互间有较强的身份认同，往往对外称自己为胶东人，而非山东人，或烟台人，威海人。

## 饮食
胶东菜以福山菜为代表，擅长烹饪海鲜，煲制鲜汤。